# Roque (desporto)

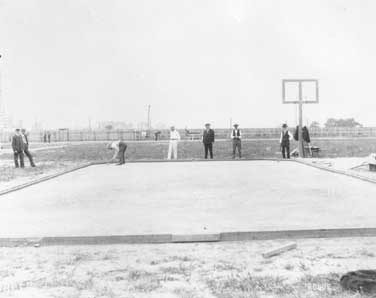
Competição de Roque nos Jogos Olímpicos de 1904

Roque foi uma das modalidades desportivas incluídas nos Jogos Olímpicos de Verão de 1904. Pensa-se que o nome deriva da remoção da primeira e última letras de Croquet e é considerado tratar-se de uma variante desse desporto, que foi modalidade olímpica nos Jogos Olímpicos de Verão de 1900.
O Comité Olímpico Internacional considerou o roque como modalidade olímpica em 1904, sendo que a medalha de ouro foi atribuída a Charles Jacobus, a de prata a Smith Streeter e a de bronze a Charles Brown, todos representando os Estados Unidos. 